# Truške
Truške so naselje v Slovenski Istri, ki upravno spada pod Mestno občino Koper. 
Ležijo južno od Marezig, na 270 m visokem hribu, nad začetkom zgornjega dela doline Dragonje. Truške so sestavljene iz zaselkov Kortine, Vršiča, Gonjači, Mačji hrib, Pr kapelce in Bočaji.
Tudi tukaj imajo svojo tradicionalno šagro in druga praznovanja.

## Zgodovina
Zgodovina Trušk sega v leto 1067. Henrik IV. je Truške, ki so bile takrat fevd, izročil freisinškemu škofu z Bavarske. Tukaj naj bi živela rimska ali celo predrimska ljudstva. Truške so imele svojo cerkev posvečeno devici Mariji, ki je stala v Vršiču, kjer je stal tedanji sedež. V Truškah naj bi živeli dve različni skupini ljudi iz različnih predelov, vendar pa izvor in jezik nista pojasnjena.
Truške so bile zelo razčlenjene in cerkev v Vršiču ni bila lahko dostopna vsem njenim obiskovalcem. Zato so v 16. stoletju zgradili novo cerkev, ki je bila lahko dostopna vsem. Ko so prišle Benetke na oblast, je koprska škofija fevd dala Giovanniju Nuciju.
Razvoj vasi se je pospešil šele v 19. stoletju, ko se je začelo razvijati zaledje Kopra. Odpirale so se nove šole in s tem možnost razvoja tudi po vasicah, ki so bile takrat oddaljene od mesta. Pravi razvoj pa se je začel, ko je bila zgrajena cesta od Marezig, predvsem pa, ko so se omenjene vasi združijo pod enotno občino Boršt.
Leta 1908 je tukaj delovalo pevsko društvo Straža. Pred prvo svetovno vojno so v vasi ustanovili tudi pihalno godbo. Prva svetovna vojna je pomenila velik presek v razvoju. Nad prebivalce so prišli Italijani. Prebivalce so potujčevali, jim postavljali visoke davke, ki jih ti niso mogli plačevati in zaradi tega so se začeli preseljevati v tujino.
S kapitulacijo Italije in prihodom Nemcev, je tudi v to vas prišla druga svetovna vojna, ki je pred kapitulacijo Italije ni bilo čutiti. Vendar se je takrat v vasi zgodil prerod, saj je tukaj delovala partizanska in odporniška organizacija. Domačini so partizanom pomagali. V prostorih šole so zbirali prostovoljce za partizansko vojsko. V teh krajih je bila tudi komanda mesta Koper. Nemci so leta 1944 napadli vas in aretirali takratnega župnika. Leta 1945 je partizanska vojska uničila nemško vojsko in mesto Koper z okoliškimi vasmi je bilo osvobojeno.
Po drugi svetovni vojni je meja Svobodnega tržaškega ozemlja razdelila Truške na dva dela. To je bil velik udarec prebivalcem. Posledica le tega je povzročila preseljevanje. Nekateri so odšli s trebuhom za kruhom po Sloveniji, drugi drugam po svetu in večina se ni več vrnila.